# Parazuphium chevrolatii
Parazuphium chevrolatii é uma espécie de insetos coleópteros pertencente à família Carabidae.
A autoridade científica da espécie é Laporte de Castelnau, tendo sido descrita no ano de 1833.
Trata-se de uma espécie presente no território português.